# Underrede
Ett underrede, även kallat chassi eller stomme, avser den interna markliggande stommen eller strukturen på markfordon, till exempel vagn, bil och bandfordon, som förenar fordonets primära komponenter. På en bil kan dessa vara fjädringssystem, styranordning, hjulaxlar, motor, koppling, karosseri, med mera.
|  |  |  |